# Rampoha
Rampoha je zapuščen kočevarski zaselek v Kočevskem Rogu. 
V bližini vasi je med drugo svetovno vojno delovala Baza 80, partizanska vojaška postojanka, kjer je med drugim Vlado Kozak 1. junija 1943 izdal prvo številko časopisa Kmečki glas.
Danes je vas porušena, v bližini pa stoji lovska koča Rampoha.